# Episodi di Metropolitan Police (diciottesima stagione)
La diciottesima stagione della serie televisiva Metropolitan Police è stata trasmessa in anteprima nel Regno Unito dalla Independent Television tra il 3 gennaio 2002 e il 31 dicembre 2002.
| nº | Titolo originale        | Titolo italiano | Prima TV UK       | Prima TV Italia |
| -- | ----------------------- | --------------- | ----------------- | --------------- |
| 1  | Loaded                  |                 | 3 gennaio 2002    |                 |
| 2  | Not to Praise Him       |                 | 10 gennaio 2002   |                 |
| 3  | Do Not Pass Go          |                 | 17 gennaio 2002   |                 |
| 4  | Juliet                  |                 | 24 gennaio 2002   |                 |
| 5  | Set in Stone            |                 | 31 gennaio 2002   |                 |
| 6  | Quinnan 1               |                 | 7 febbraio 2002   |                 |
| 7  | Quinnan 2               |                 | 7 febbraio 2002   |                 |
| 8  | Quinnan 3               |                 | 14 febbraio 2002  |                 |
| 9  | Quinnan 4               |                 | 14 febbraio 2002  |                 |
| 10 | Quinnan 5               |                 | 20 febbraio 2002  |                 |
| 11 | Quinnan 6               |                 | 27 febbraio 2002  |                 |
| 12 | Down a Blind Alley      |                 | 28 febbraio 2002  |                 |
| 13 | Loose Cannon            |                 | 7 marzo 2002      |                 |
| 14 | Face the Music          |                 | 14 marzo 2002     |                 |
| 15 | Thin Ice                |                 | 21 marzo 2002     |                 |
| 16 | Afternoon Rendezvous    |                 | 28 marzo 2002     |                 |
| 17 | Rally the Troops        |                 | 4 aprile 2002     |                 |
| 18 | A Show of Generosity    |                 | 11 aprile 2002    |                 |
| 19 | Golden Opportunity      |                 | 16 aprile 2002    |                 |
| 20 | No Signs of Life        |                 | 17 aprile 2002    |                 |
| 21 | A Peg or Two            |                 | 18 aprile 2002    |                 |
| 22 | Suspects                |                 | 25 aprile 2002    |                 |
| 23 | At the Deep End         |                 | 2 maggio 2002     |                 |
| 24 | Needle in a Haystack    |                 | 9 maggio 2002     |                 |
| 25 | Walking on Water        |                 | 16 maggio 2002    |                 |
| 26 | Slippery Slope          |                 | 23 maggio 2002    |                 |
| 27 | Crying Wolf             |                 | 30 maggio 2002    |                 |
| 28 | A Run of Good Luck      |                 | 6 giugno 2002     |                 |
| 29 | Tough Love              |                 | 13 giugno 2002    |                 |
| 30 | On the Pitch            |                 | 20 giugno 2002    |                 |
| 31 | Vigilante               |                 | 25 giugno 2002    |                 |
| 32 | Ruffled Feathers        |                 | 27 giugno 2002    |                 |
| 33 | Prove Your Worth        |                 | 2 luglio 2002     |                 |
| 34 | Aptitude Test           |                 | 4 luglio 2002     |                 |
| 35 | Sitting Tennants        |                 | 9 luglio 2002     |                 |
| 36 | Too Close to the Wind   |                 | 11 luglio 2002    |                 |
| 37 | Playing Runaway         |                 | 16 luglio 2002    |                 |
| 38 | Old Tricks              |                 | 18 luglio 2002    |                 |
| 39 | Missing Without Trace   |                 | 23 luglio 2002    |                 |
| 40 | First Day Collar        |                 | 25 luglio 2002    |                 |
| 41 | No Loyalty              |                 | 30 luglio 2002    |                 |
| 42 | Conflicting Information |                 | 1º agosto 2002    |                 |
| 43 | Bait                    |                 | 6 agosto 2002     |                 |
| 44 | Loggerheads             |                 | 8 agosto 2002     |                 |
| 45 | Protection              |                 | 13 agosto 2002    |                 |
| 46 | Impostors               |                 | 15 agosto 2002    |                 |
| 47 | Officer Down            |                 | 20 agosto 2002    |                 |
| 48 | One Last Day            |                 | 22 agosto 2002    |                 |
| 49 | Tactful Approach        |                 | 27 agosto 2002    |                 |
| 50 | Certain Uncertainties   |                 | 28 agosto 2002    |                 |
| 51 | Jeopardy                |                 | 29 agosto 2002    |                 |
| 52 | Gone Native             |                 | 3 settembre 2002  |                 |
| 53 | Requiem                 |                 | 4 settembre 2002  |                 |
| 54 | Quick Off the Mark      |                 | 12 settembre 2002 |                 |
| 55 | Access Denied           |                 | 18 settembre 2002 |                 |
| 56 | Nail in the Coffin      |                 | 19 settembre 2002 |                 |
| 57 | Improper Conduct        |                 | 25 settembre 2002 |                 |
| 58 | Deeper Waters           |                 | 26 settembre 2002 |                 |
| 59 | Roses are Red           |                 | 2 ottobre 2002    |                 |
| 60 | On the Side             |                 | 3 ottobre 2002    |                 |
| 61 | Ready or Not            |                 | 9 ottobre 2002    |                 |
| 62 | Wisdon of the Wise      |                 | 10 ottobre 2002   |                 |
| 63 | Saving Face             |                 | 16 ottobre 2002   |                 |
| 64 | Conflict of Interest    |                 | 16 ottobre 2002   |                 |
| 65 | Game Over               |                 | 23 ottobre 2002   |                 |
| 66 | Risky Behaviour         |                 | 24 ottobre 2002   |                 |
| 67 | Honeytrap               |                 | 24 ottobre 2002   |                 |
| 68 | Heaven's Calling        |                 | 30 ottobre 2002   |                 |
| 69 | Rogue Victim            |                 | 31 ottobre 2002   |                 |
| 70 | Lock and Load (Part 1)  |                 | 6 novembre 2002   |                 |
| 71 | Lock and Load (Part 2)  |                 | 7 novembre 2002   |                 |
| 72 | Lock and Load (Part 3)  |                 | 13 novembre 2002  |                 |
| 73 | First Day Blues         |                 | 14 novembre 2002  |                 |
| 74 | A Cry for Help          |                 | 20 novembre 2002  |                 |
| 75 | The Full Guided Tour    |                 | 20 novembre 2002  |                 |
| 76 | Close to Home           |                 | 21 novembre 2002  |                 |
| 77 | Walk in the Park        |                 | 27 novembre 2002  |                 |
| 78 | All in a Day's Work     |                 | 28 novembre 2002  |                 |
| 79 | Clouded Judgement       |                 | 4 dicembre 2002   |                 |
| 80 | Cop Idol (Part 1)       |                 | 5 dicembre 2002   |                 |
| 81 | Cop Idol (Part 2)       |                 | 11 dicembre 2002  |                 |
| 82 | Falling                 |                 | 12 dicembre 2002  |                 |
| 83 | Code of Conduct         |                 | 18 dicembre 2002  |                 |
| 84 | Seeing Red              |                 | 19 dicembre 2002  |                 |
| 85 | Little White Lies       |                 | 23 dicembre 2002  |                 |
| 86 | Countdown               |                 | 31 dicembre 2002  |                 |